# Guananos
Los Guanano, Kotíriâ o Decosirumara son una etnia indígena que habita a ambos lados del río Vaupés en el departamento colombiano de Vaupés y el estado de Amazonas. Son unas cuatro mil personas.
Pescan diferentes especies de peces, con diferentes clases de trampas que fabrican y también con redes, arco y flecha o con barbasco. Construyen grandes canoas y troncos ahuecados y son excelentes navegantes. Cazan con escopeta o cerbatana y también con trampas para capturar aves o roedores y con un pegante ñimi di que extraen del fruto wosokü, al que quedan adheridas algunas aves, al pararse sobre él. Practican la agricultura itinerante, estableciendo chagras mediante el método de tumba y quema, en las cuales domina el cultivo de yuca amarga, al lado del de diversas especies.
Se especializan en la producción de la tintura del achiote y son hábiles en la fabricación de cestos, utensilios y herramientas con materias primas de la palma conocida como napa. Comercializan también exprimidores de yuca, hamacas, ollas de barro y cortezas de árbol pintadas.
Celebran las cosechas con la fiesta del dabucuri y además realizan el "baile del achiote" bhusiobasa.
Su propia lengua pertenece a la rama oriental de la Familia Tucano. Hablan varias lenguas, ya que la exogamia que practican rigurosamente, les impone casarse con una pareja de diferente origen étnico y su sistema social integra a diferentes etnias o fratrias, tucano orientales.